# Bandera de la Palma de Cervelló
La bandera oficial de La Palma de Cervelló, té la següent descripció:
Bandera apaïsada, de proporcions dos d'alt per tres de llarg, groga, amb la palma verd fosc de l'escut, d'alçària 5/6 de la del drap i amplària 1/9 de la llargària del mateix drap, posada verticalment al centre.
Va ser aprovada el 7 de setembre de 2004 i publicada en el DOGC (n. 4226) el dia 27 de setembre del mateix any.